# Signaltransduktion
Ved signaltransduktion forstås omdannelse af en type signal til en anden.
I cellebiologien refererer signaltransduktion til overførsel af en impuls fra cellens overflade gennem cytoplasmaet ind til cellekernen der medfører en cellereaktion på omgivelserne. Dette sker gennem et komplekst system af processer der overfører det ekstracellulære signal via en receptor på celle-overfladen til intracellulære biokemiske signaler og dermed til intracellulære og cellulære responser. Den cellulære signaltransduktion er populært sagt som et sæt kontakter der tænder eller slukker for cellens funktioner.
Den cellulære signaltransduktion ytrer sig på mange måder og består af mange signalveje med mange forskellige elementer. Impulsen, der starter en signaltransduktion, kan være et hormon, f.eks. væksthormonet. Forskellige signalveje er forbundet med hinanden ved kemiske reaktioner eller ved at dele et eller flere molekyler. Dette forhold indebærer at et signal kan forstærkes betydeligt og kan gå ad flere veje, men det betyder også at der er mulighed for crosstalk (krydstale) mellem signalvejene, dvs at forskellige signaler kan udløse det samme svar eller at et signal kan udløse flere forskellige svar. De fleste af cellens signalveje har en transskriptionsfaktor som det slutpunkt, der regulerer genekspressionen.

## Signalveje
Signalvejen er ofte gennem en række proteinkinaser der udfører reversibel fosforylering af receptorer, adaptorer og enzymer hvor fosforyleringsstatus er afgørende for aktiviteteten.
Eksempler på signalveje er følgende:
- Hedgehog-signalvejen regulerver udviklingen af embryoceller og er en mekanisme der er fælles for organismer fra frugtfluen Drosofila til mennesket.
- Andre signalveje regulerer apoptose (celledød), celle-overlevelse, differentiering og celledeling, både meiose og mitose.
- TLR eller toll-like receptorer aktiveres af mikroorganismer og starter et innat immunrespons, dvs. et uspecifikt immunrespons.

## Den generelle mekanisme
Signaltransduktionens vigtigste delprocesser er følgende:
- Membranreceptorer modtager et ekstracellulært signal og omsætter det til et intracellulært respons.
- Første led i det intracellulære respons er frigivelse af sekundære messengers.
- De sekundære messengers fosforylerer proteiner der ofte er proteinkinaser, dvs enzymer der fosforylerer andre proteiner.
- Fosforyleringen er ofte en kaskade af reaktioner der involverer flere proteinkinaser.
- Resultatet af fosforylerings-kaskaderne kan være forhøjet enzymaktivitet, forhøjet genekspression og forhøjet aktivitet af ion-kanaler.
- Nogle molekylære signaler kan gå direkte igennem cellemembranen og cytoplasmaet til cellekernen for direkte at påvirke genekspressionen, som f.eks. kønshormonerne som østrogen og testosteron, jf. kernereceptorer og transskriptionsfaktorer.

## Membranreceptorer
- RTK (eller TRK), receptor tyrosinkinaser aktiveres af vækstfaktorer, cytokiner eller hormoner og dimeriserer i cellemembranen og transfosforyleres.
- GPCR eller 7TM receptorer aktiveres ved binding af et hormon, kemokin eller af en anden stimulering og aktiverer et G-protein.
- Integriner aktiveres ved binding af den ekstracellulære matrix (bl.a. kollagen og fibronectin) og samles i klynger, der aktiverer intracellulære proteinkinaser

## Sekundære messengers
- cAMP eller cyklisk AMP
- cGMP eller cyklisk GMP
- calcium ion
- IP3 eller inositol 1,4,5-trisphosphate
- DAG eller diacylglycerol

## Proteinkinaser
- Den koordinerede signalering af klynger af integriner og RTK aktiverer kaskader af proteinkinaser, der resulterer i apoptose (celledød), celle-overlevelse, differentiering og celledeling.
- Et eksempel på en kaskade af proteinkinaser er MAPK-kaskaden, hvor MAP står for mitogen-aktiveret protein og K står for kinase: MAPKKKK fosforylerer MAPKKK der fosforylerer MAPKK der fosforylerer MAPK der er involveret i reguleringen af meiose, mitose og differentiering, se illustration af MAPK-kaskaden her.[1]
- ERK (eng. extracellular signal–regulated kinase) er et onkogen og et synonom for MAPK.
- TRK er også et onkogen, et fusionsgen bestående af en del af genet for tropomyosin og en del af genet for en receptor-kinase.
- BCR-ABL1 er også at onkogen og koder for en altid aktiv tyrosin-kinase, se Philadelphia kromosomet.
- RET er også et onkogen og koder for en receptortyrosinkinase associeret med forskellige typer af kræft.

## Eksterne links og henvisninger
1. ↑  Illustration af MAPK-kaskaden

- Mechanisms of Signal Transduction. The Medical Biochemistry Page

- Wikimedia Commons har flere filer relateret til Signaltransduktion

| Naturvidenskab | Spire Denne naturvidenskabsartikel er en spire som bør udbygges. Du er velkommen til at hjælpe Wikipedia ved at udvide den. |